# Димитър Масларски
Димитър Масларски е български политик от политическия кръг Звено, кмет на Дупница.

## Биография
Димитър Масларски е роден в Дупница. През 1928 година е кмет на Временния управителен съвет на Дупница, с членове Александър Чомаков и Георги Коларски. След извършването на Деветнадесетомайския преврат от 1934 година встъпва на длъжност като кмет на Дупница, а негов заместник е Кирил Младжов. По време на мандата си отчуждава терен и започва строителство на поликлиника (до гимназия „Христо Ботев“). Дава начало на строителството и на сиропиталище, кланица, поща и съдебна палата. Дава начало на нов градоустройствен план. Остава кмет до 30 ноември 1939 година.